# Грант, Сюзанна
Сюзанна Грант (англ. Susannah Grant, род. 4 января 1963) — американский сценарист, режиссёр и продюсер. Грант номинировалась на премию «Оскар» за лучший оригинальный сценарий за фильм 2000 года «Эрин Брокович».

## Биография
Грант родилась в Нью-Йорке, но выросла в Энглвуде, штат Нью-Джерси. В 1984 году она окончила обучение в Амхерстском колледже, а после получила стипендию по драматургии в Американском институте киноискусства. В 1994 году, Гранд начала свою карьеру на телевидении, работая сценаристом сериала Fox «Нас пятеро», а в следующем году без особого успеха дебютировала на большом экране с анимационным фильмом «Покахонтас». Её следующая работа, фильм 1998 года «История вечной любви», имела больший успех, после чего она и написала сценарий к «Эрин Брокович».
Грант написала сценарии к успешным фильмам «28 дней» (2000), «Подальше от тебя» (2005), «Паутина Шарлотты» (2006) и «Солист» (2009), а также негативно принятой критиками драме «Кошки-мышки» (2007), где она выступила и режиссёром. В 2011 году, Грант выступила создателем сериала CBS «Одарённый человек», который был закрыт после одного сезона. В 2014 году она производит мыльную драму «Только для членов» для ABC.
В 2019 году Сюзанна Грант совместно с Айлет Уолдман и Майклом Чабоном снимает и продюсирует сериал «Невозможно поверить». Сериал основан на реальных событиях. В главных ролях снялись Кейтлин Девер и Тони Коллетт.

## Фильмография
| Год       |    | Русское название                       | Оригинальное название                 | Роль                               |
| --------- | -- | -------------------------------------- | ------------------------------------- | ---------------------------------- |
| 1994—1997 | с  | Нас пятеро                             | Party of Five                         | продюсер, режиссёр, сценарист      |
| 1995      | мф | Покахонтас                             | Pocahontas                            | сценарист                          |
| 1998      | ф  | История вечной любви                   | EverAfter                             | сценарист                          |
| 1998      | мф | Покахонтас 2: Путешествие в Новый Свет | Pocahontas II: Journey to a New World | сценарист                          |
| 2000      | ф  | 28 дней                                | 28 Days                               | сценарист                          |
| 2000      | ф  | Эрин Брокович                          | Erin Brockovich                       | сценарист                          |
| 2005      | ф  | Подальше от тебя                       | In Her Shoes                          | сценарист                          |
| 2006      | ф  | Кошки-мышки                            | Catch and Release                     | режиссёр, сценарист                |
| 2006      | ф  | Паутина Шарлотты                       | Charlotte's Web                       | сценарист                          |
| 2009      | ф  | Солист                                 | The Soloist                           | сценарист                          |
| 2011—2012 | с  | Одарённый человек                      | A Gifted Man                          | исполнительный продюсер, сценарист |
| 2014      | с  | Только для членов                      | Members Only                          | исполнительный продюсер, сценарист |
| 2016      | ф  | 5-я волна                              | The 5th Wave                          | сценарист                          |
| 2016      | тф | Слушание                               | Confirmation                          | сценарист                          |
| 2019      | с  | Невозможно поверить                    | Unbelievable                          | исполнительный продюсер, сценарист |

## Награды и номинации
| Год  | Награда                              | Категория                                                  | Работа        | Результат |
| ---- | ------------------------------------ | ---------------------------------------------------------- | ------------- | --------- |
| 2000 | Общество кинокритиков Лас-Вегаса     | Лучший оригинальный сценарий                               | Эрин Брокович | Победа    |
| 2000 | Ассоциация кинокритиков Юты          | Лучший сценарий                                            | Эрин Брокович | Номинация |
| 2001 | PEN Center USA West Literary Awards  | Лучший сценарий                                            | Эрин Брокович | Победа    |
| 2001 | Спутник                              | Лучший сценарий                                            | Эрин Брокович | Номинация |
| 2001 | Online Film & Television Association | Лучший сценарий                                            | Эрин Брокович | Номинация |
| 2001 | Премия Гильдии сценаристов США       | Лучший оригинальный сценарий                               | Эрин Брокович | Номинация |
| 2001 | Edgar Allan Poe Awards               | Лучший фильм                                               | Эрин Брокович | Номинация |
| 2001 | BAFTA                                | Лучший оригинальный сценарий                               | Эрин Брокович | Номинация |
| 2001 | Оскар                                | Лучший сценарий, созданный непосредственно для экранизации | Эрин Брокович | Номинация |
| 2011 | Премия Гильдии сценаристов США       | Премия Валентина Девиса                                    |               | Победа    |